# Fredy Bühler
Fredy Bühler (* 5. März 1938; † 4. Mai 2021 in Glarus) war ein Schweizer Jazzmusiker (Schlagzeug, zunächst Kornett und Trompete). 

## Wirken
Bühler spielte von 1957 an in der Glarus College Swing Society; ab 1959 war er Mitglied der Luck Tremblers, denen er bis 1968 angehörte. Dann spielte er bis 1976 in der The City Workshop Band. Zwischen 1976 und 2003 war er Mitglied der Coalition bzw. Jazz Coalition (und dann von New Coalition und Vocoalition). Daneben wirkte er bei den Glarona Jazz Tigers und den Jumping Stones sowie in der  Glarona Big Band (1978–1989). Weiterhin war er Präsident von Pro Jazz Schweiz.

## Diskographische Hinweise
- City Workshop Band Sunrise (EP TCWB 1969)
- City Workshop Band Annerösli (EP Liverpool 1970) /
- Jazz Coalition Das ist mein Glarus (LP Patria 1976)
- Glarona Jazz Tigers Swinging Tigers (MC 1976)
- Glarona Big Band On Tour (LP UNH 1983)
- Jazz Coalition Minor League (CD Elchi 2000)